# Special Delivery
Special Delivery er en Disney Movie med Brenda Song fra Zack og Codys Søde Hotelliv.

## Eksterne Henvisninger
- Special Delivery på Internet Movie Database (engelsk)
- Special Delivery på AlloCiné (fransk)
- Special Delivery på The Movie Database (engelsk)
- Special Delivery på Netflix (engelsk)

| Film | Spire Denne filmartikel er en spire som bør udbygges. Du er velkommen til at hjælpe Wikipedia ved at udvide den. |